# Rivière du Pérou
Die Rivière du Pérou ist ein Fluss in dem französischen Überseegebiet Guadeloupe.

## Geographie
Er entspringt im Gebiet des Parc national de la Guadeloupe und mündet nach nur knapp 13 Kilometern in die Grande Rivière de la Capesterre und zusammen mit dieser an der Pointe de la Capesterre in den Canal de Marie-Galante, die Wasserstraße des Atlantik, welche Guadeloupe und die Insel Marie Galant trennt.
Die Quelle liegt in der Montagne de la Capesterre im so genannten Bassin du Pérou. Der Fluss passiert die Kommune Capesterre-Belle-Eau auf Basse-Terre und mündet nördlich der Burg von Capesterre-Belle-Eau ins Meer.
An der Mündung des Flusses finden sich prähistorische Felsbilder.